# St. Marien (Limbach-Oberfrohna)
Koordinaten: 50° 51′ 20″ N, 12° 44′ 27,8″ O
Die Kirche St. Marien in Limbach-Oberfrohna ist ein katholisches Gotteshaus im Ortsteil Oberfrohna, das nach Plänen des  Architekturbüros Harmel + Löser aus Dresden errichtet und am 24. Mai 1997 durch Bischof Joachim Reinelt geweiht wurde. Die Pfarrei steht unter dem Patronat „Heilige Edith Stein“.

## Baugeschichte
Die Gemeinde von Limbach-Oberfrohna gehört heute zum Dekanat Chemnitz. Nachdem 1906 erstmals seit der Reformation wieder ein katholischer Gottesdienst in der Stadt Limbach, damals noch im Hotel Mannheim, stattfand, wurde 1920 die Gaststätte Palmgarten durch Pfarrer Schewtschik erworben und diente fortan als Gotteshaus der Gemeinde. Im Jahr 1922 wurde die Pfarrei Außenstation von Chemnitz und 1923 schließlich eigenständige Pfarrei. 1957 wurde bereits ein Neubau für die gewachsene Gemeinde diskutiert, scheiterte schließlich jedoch an der politischen Lage innerhalb der damaligen DDR. 1992 wurde ein Kirchbauverein mit dem Ziel eines Kirchenneubaus auf dem Gebiet von Limbach-Oberfrohna gegründet. Am 17. August 1996 konnte die Grundsteinlegung gefeiert werden, am 14. Mai 1997 die Kirchweihe durch Bischof Joachim Reinelt. Seit dem 10. Mai 2020 ist die Kirche Sitz der neugegründeten Pfarrei Heilige Teresia Benedicta vom Kreuz – Edith Stein.

## Die Bauten
Es handelt sich um eine avantgardistische Kirche, die mit weißen Fassaden und großzügigen Glasflächen in ein parkähnliches Gelände eingebettet ist.

## Inneres des Kirchengebäudes
Im Kirchenraum dominieren die hellen Sitzbänke und die weiße Farbe von Altar und Wänden. Durch die Glasfassade ist der Blick auf das Außengelände möglich. Auf der Empore befindet sich eine elektronische Orgel vom Typ Content D 5600, gebaut von der Firma Kisselbach.

## Umgebung des Kirchenbaus
Neben dem Kirchengebäude befindet sich das Gemeindehaus mit Saal, Religionslehreraum, der Pfarrwohnung und dem Büro. Im Park des Kirchgeländes befindet sich unter anderem auch eine große Spielwiese.

## Aktivitäten der Kirchengemeinde
Neben den typischen kirchlichen Diensten zeichnet sich die St.-Marien-Gemeinde durch vielfältige soziale Aktivitäten aus. Dazu zählen u. a. Gemeindefeste, ein Kirchenchor, ein Jugendchor, die Kolpingsfamilie und die jährliche Sternsingeraktion.

## Partnergemeinden
- St. Luzius (Hechingen)
- Katholische Kirche in Ingelheim
- St. Stephanus (Hitdorf)
- Kolpingfamilie Vehlburg